# Willkommen bei den Sch’tis
Die Filmkomödie Willkommen bei den Sch’tis (Bienvenue chez les Ch’tis) aus dem Jahr 2008 ist mit über 20 Millionen Kinobesuchern der bislang erfolgreichste französische Film in Frankreich. Auch die DVD-Verkäufe und Zuschauerresonanz bei der Fernsehausstrahlung zeugten von der Beliebtheit. Es handelt sich um die zweite Regiearbeit des Komikers Daniel Hamidou, besser bekannt unter dem Pseudonym Dany Boon, der eine der beiden Hauptrollen spielt. Kad Merad gibt die andere Hauptfigur, einen Filialleiter der Post aus Südfrankreich, der strafweise in die nördliche Region Nord-Pas-de-Calais versetzt wird. Wie so manche Südfranzosen hat er zunächst Vorurteile über den Norden und dessen Bewohner. Boon, der von dort stammt, zielte ausdrücklich darauf ab, dem Bild von der Rückständigkeit der Region entgegenzutreten. Die titelgebenden „(S)Ch’tis“ sind Sprecher des Ch’ti, eines Dialekts innerhalb der nordfranzösischen picardischen Sprache.
Die Kritik gestand dem Film Komik und Charme zu, sah aber einen wesentlichen Schwachpunkt des Unterhaltungsfilms im Drehbuch, teils auch im nicht realistischen Porträt der von Not geplagten Region. In Frankreich begleitete den Film eine Kontroverse, inwieweit er tatsächlich ein günstigeres Bild vom Norden schaffe. Zudem wurde festgestellt, dass sich die Erfahrung von Auswanderung, Fremdsein und Integration, die der Protagonist erlebt, innerhalb des letztlich vertrauten Rahmens der Nation abspielt und sich die anfänglich behaupteten Gegensätze von selbst in Luft auflösen.
In Deutschland, dem besucherstärksten Land außerhalb Frankreichs, verzeichnete die Komödie 2,3 Millionen Besucher. Bei der deutschen Synchronisation wurde für die Sch’ti-Figuren eigens ein fiktiver Dialekt erfunden. Die italienische Neuverfilmung Willkommen im Süden spielt hauptsächlich in Kampanien, folgt aber ansonsten eng dem Original.

## Handlung

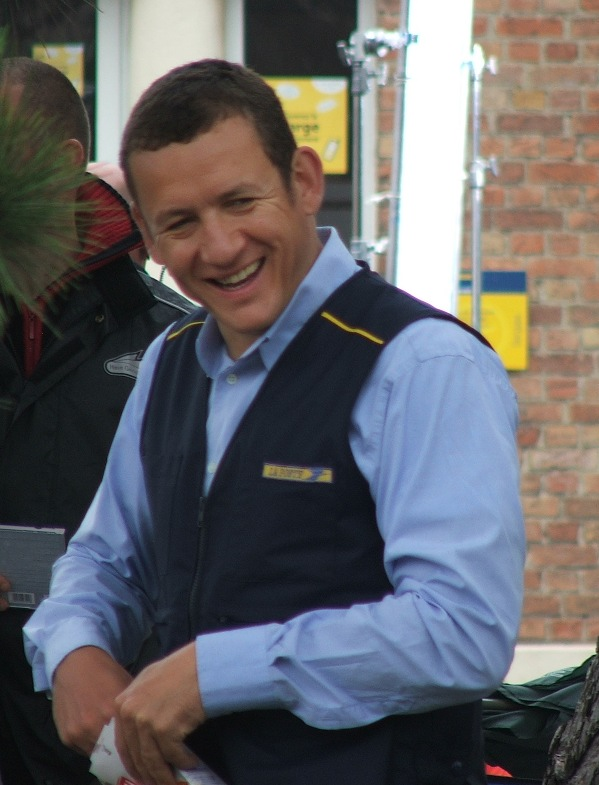
Dany Boon, 2007

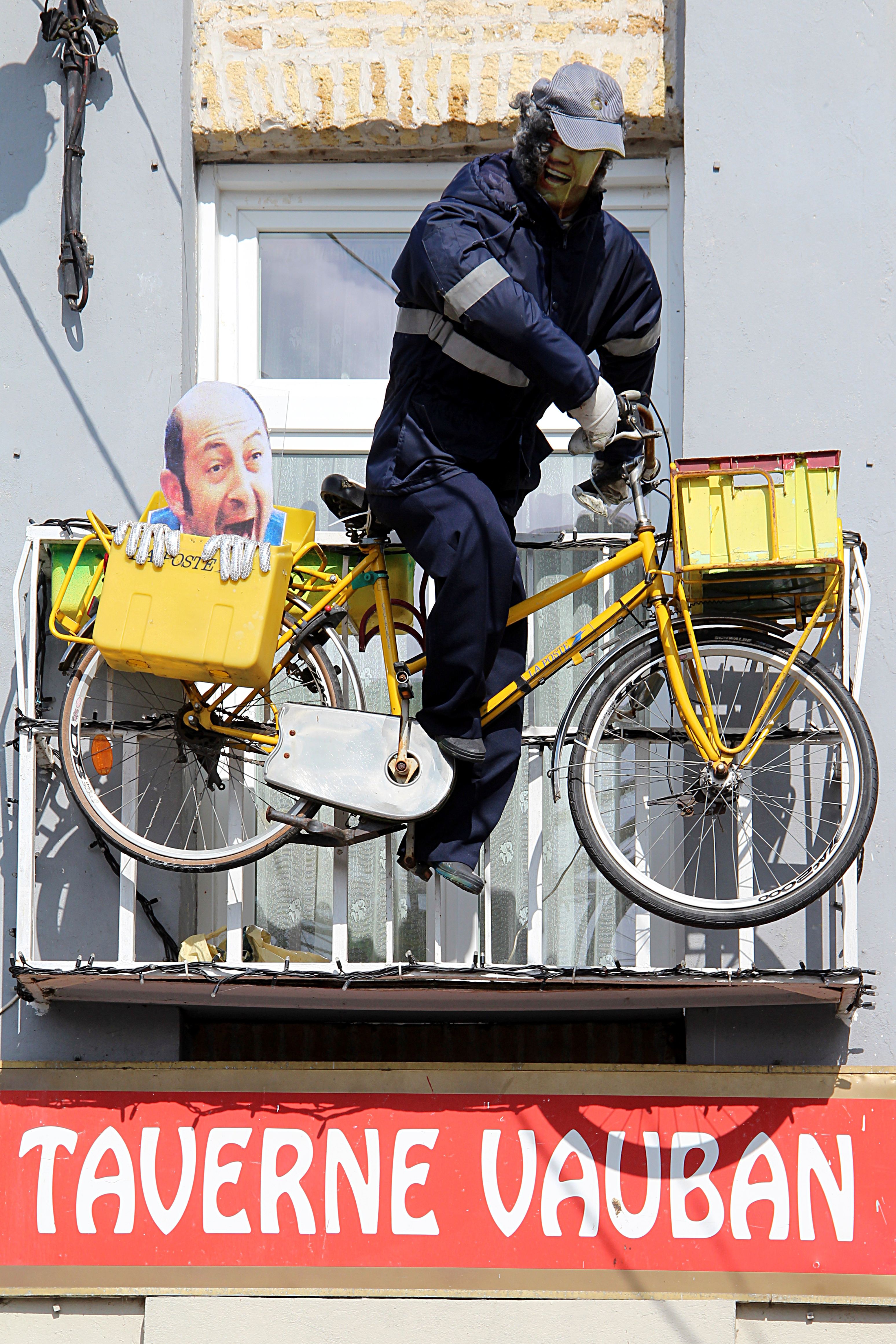
Taverne Vauban

Philippe Abrams ist seit vielen Jahren Leiter einer Postfiliale in Salon-de-Provence im Hinterland von Marseille, wo er mit seiner Frau Julie und seinem Sohn lebt. Sie träumen davon, an der Côte d’Azur zu wohnen, doch Philippes Bewerbungen auf entsprechende Posten bleiben erfolglos. Um seine Chancen zu erhöhen, täuscht er eine Körperbehinderung vor. Der Betrug fliegt auf, und Philippe wird für zwei Jahre nach Bergues im äußersten Norden Frankreichs strafversetzt. Er wird von allen bemitleidet, denn die Region Nord-Pas-de-Calais gilt bei den Südfranzosen als lebensfeindlich, die Bewohner als zurückgeblieben und kulturlos, und das dort gesprochene Ch’ti ist schwer verständlich. Über die unfairen Tricks ihres Mannes erbost, bleibt Julie mit Sohn Raphaël im Süden, Philippe muss den Weg in den Norden allein antreten.
Bei Philippes Ankunft in Bergues scheint sich zunächst alles zu bewahrheiten: Es regnet in Strömen, die Einwohner sind kaum zu verstehen und seine Dienstwohnung ist noch unmöbliert, weshalb er zunächst im Zimmer seines Mitarbeiters Antoine übernachtet. Er taut jedoch auf, als die Postangestellten gebrauchte Möbel für seine leere Wohnung auftreiben und diese einrichten. Er isst mit ihnen an der Imbissbude und bewundert das Carillon, ein von Antoine gespieltes Turmglockenspiel. Ein gemeinsames Abendessen in Lille mit den Kollegen bricht das Eis endgültig, und Philippe lässt sich Ch’ti beibringen. Er freundet sich vor allem mit Antoine an und lernt die Sch’tis allgemein als herzliche und gastfreundliche Menschen kennen. 
Als er Julie am Telefon begeistert wahrheitsgemäß erzählen will, dass der Norden gar nicht so schlimm ist und es ihm dort gut geht, glaubt sie ihm kein Wort und beschwört ihn, sie nicht anzulügen. Der Einfachheit halber berichtet er darauf das, was ihren Klischeevorstellungen entspricht: es sei furchtbar kalt und die Einwohner kulturlose, ständig alkoholisierte Barbaren. Das vermittelt Julie Mitleid mit Philippe, und ihr Verhältnis normalisiert sich wieder.
Die Situation wendet sich, als Julie nach einem Wochenende im Süden überraschend beschließt, mit nach Norden zu kommen und Philippe beizustehen. Mit einem fingierten Unfall sorgt er dafür, dass sie erst einen Tag später ankommt, und informiert seine Kollegen über die Situation. Nach erster Verärgerung spielen die das Spiel mit, entführen die am Bahnhof ankommende Julie auf eine Sauftour in einem alten Posttransporter und laden sie dann in einer verfallenen Bergarbeitersiedlung aus, die sie als Bergues ausgeben. Doch Julie ist fester denn je entschlossen, bei Philippe zu bleiben. Zufällig fliegt der Schwindel schon am nächsten Morgen auf. Nun wirft sie Philippe seine Lügengeschichten vor und reist verärgert ab. 
Philippe hilft nun zunächst Antoine, sich aus der Bevormundung durch seine Mutter zu lösen, bei der er lebt und die der Verbindung mit Kollegin Annabelle im Wege steht, und bringt ihn dazu, Annabelle einen Heiratsantrag zu machen, den sie auch annimmt. Dann fährt er in den Süden zu seiner Frau, um sie umzustimmen. Julie lässt sich erweichen, die Familie zieht gemeinsam in den Norden und ist dort glücklich. 
Drei Jahre später wird Philippe zu seinem großen Leidwesen nach Porquerolles an der Côte d’Azur versetzt. Es gibt einen tränenreichen Abschied gemäß dem mehrfach zitierten Sprichwort: „Wenn ein Südländer in den Norden zieht, weint er zweimal: einmal bei der Ankunft und einmal, wenn er wieder abfährt“.

## Die Ch’tis

### Innerfranzösische Regionenbilder

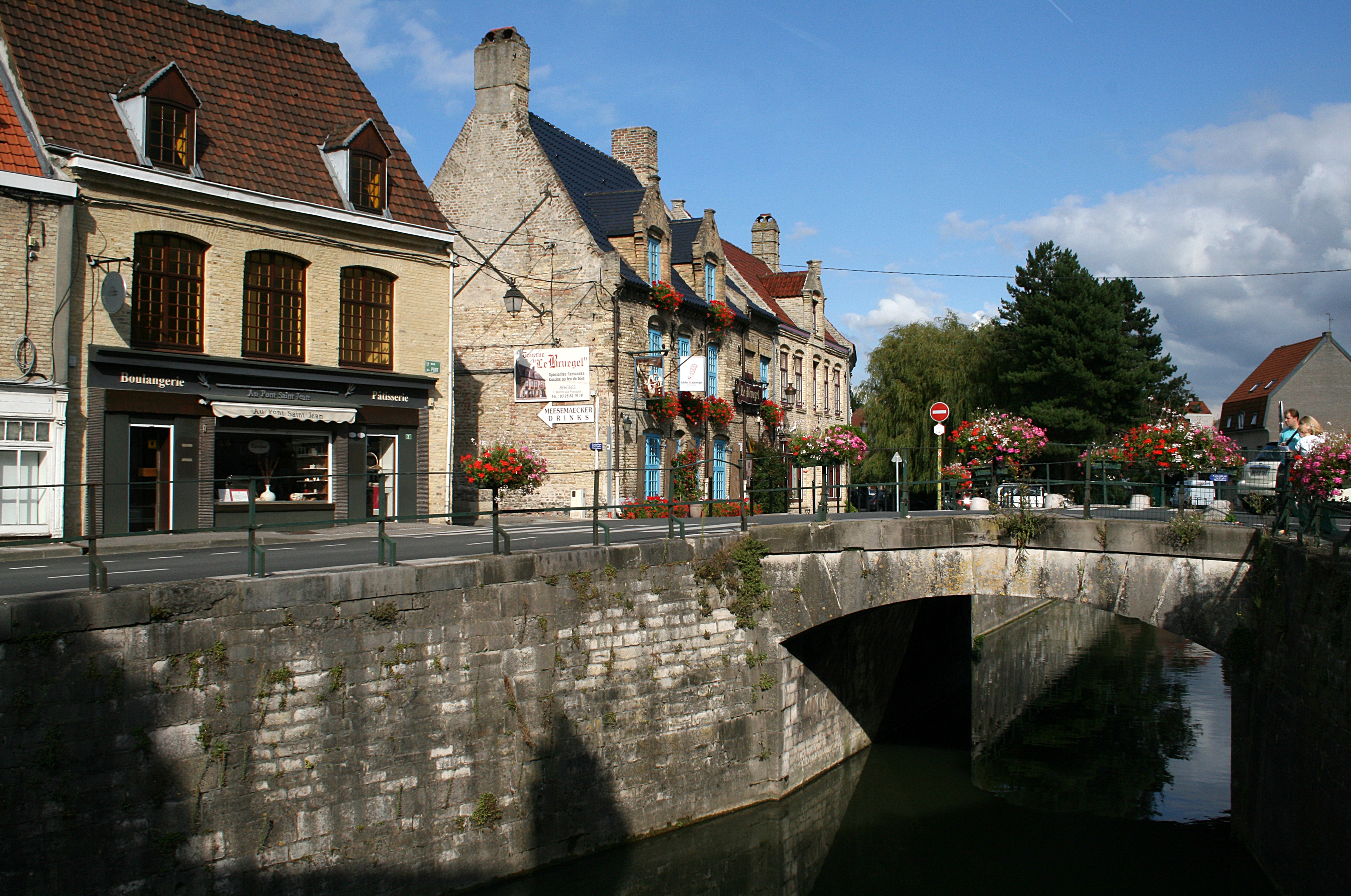
Pont Saint-Jean, Ort einer Filmszene

In Frankreich existiert eine Kulturgrenze ungefähr entlang einer Linie Bordeaux-Paris-Metz, mit einer breiten Übergangszone: Manche Nordfranzosen halten Südfranzosen für flatterhaft, unzuverlässig und für Bewahrer merkwürdiger Sprechweisen. Umgekehrt pflegt man im Süden Vorurteile von einem eisigen Norden, den barbarische, erbarmungswürdige und unverständlich sprechende Menschen bewohnen. Die Region Nord-Pas-de-Calais ist der Landstrich, der sich vom Ärmelkanal längs der belgischen Grenze ins Landesinnere zieht. Von Beginn der Industrialisierung an bis Mitte des 20. Jahrhunderts prägte der Steinkohlenbergbau die Region (Nordfranzösisches Kohlerevier), der Strukturwandel und das Ende des Bergbaus führten zu einer hohen Arbeitslosigkeit. Große Verbreitung fand der Roman Germinal (1885) von Émile Zola. Er malte das Elend der Bergwerksarbeiter aus Armut, Hunger, Alkoholismus, Streiks und Arbeitslosigkeit, Dunkelheit, Schmutz und Grubenunfällen, was auf das Bild der Region abfärbte. Französische Filmkomödien sind häufiger im Süden angesiedelt, während der Norden oft als Schauplatz von Sozialdramen herhalten muss. Ganz unzutreffend sind manche ungünstigen Vorstellungen von Nord-Pas-de-Calais allerdings nicht. Die Region zählt zu den kältesten und niederschlagsreichsten Frankreichs, aber es gibt Gegenden mit noch unfreundlicherem Wetter. Die alkoholbedingte Sterblichkeit war bei Erscheinen des Films bei Männern doppelt und bei Frauen dreimal so hoch wie im Landesdurchschnitt. Bei Beamten war Nord-Pas-de-Calais die am wenigsten gefragte Region, allerdings blieben sie, einmal dorthin versetzt, dort länger als etwa in Paris. Und unter den 22 in Europa gelegenen Regionen Frankreichs hatte sie das niedrigste Pro-Kopf-Einkommen, 16 % unter dem nationalen Durchschnitt. Etwa zwei Millionen Einwohner verstehen Ch’ti, gesprochen wird es aber nur von wenigen Tausend. Anders, als es aus dem Spielfilm hervorgeht, wird im Ort Bergues nicht Ch’ti gesprochen, es gehört vielmehr zum Gebiet des Flämischen.

### Boons Einsatz für seine Heimatregion

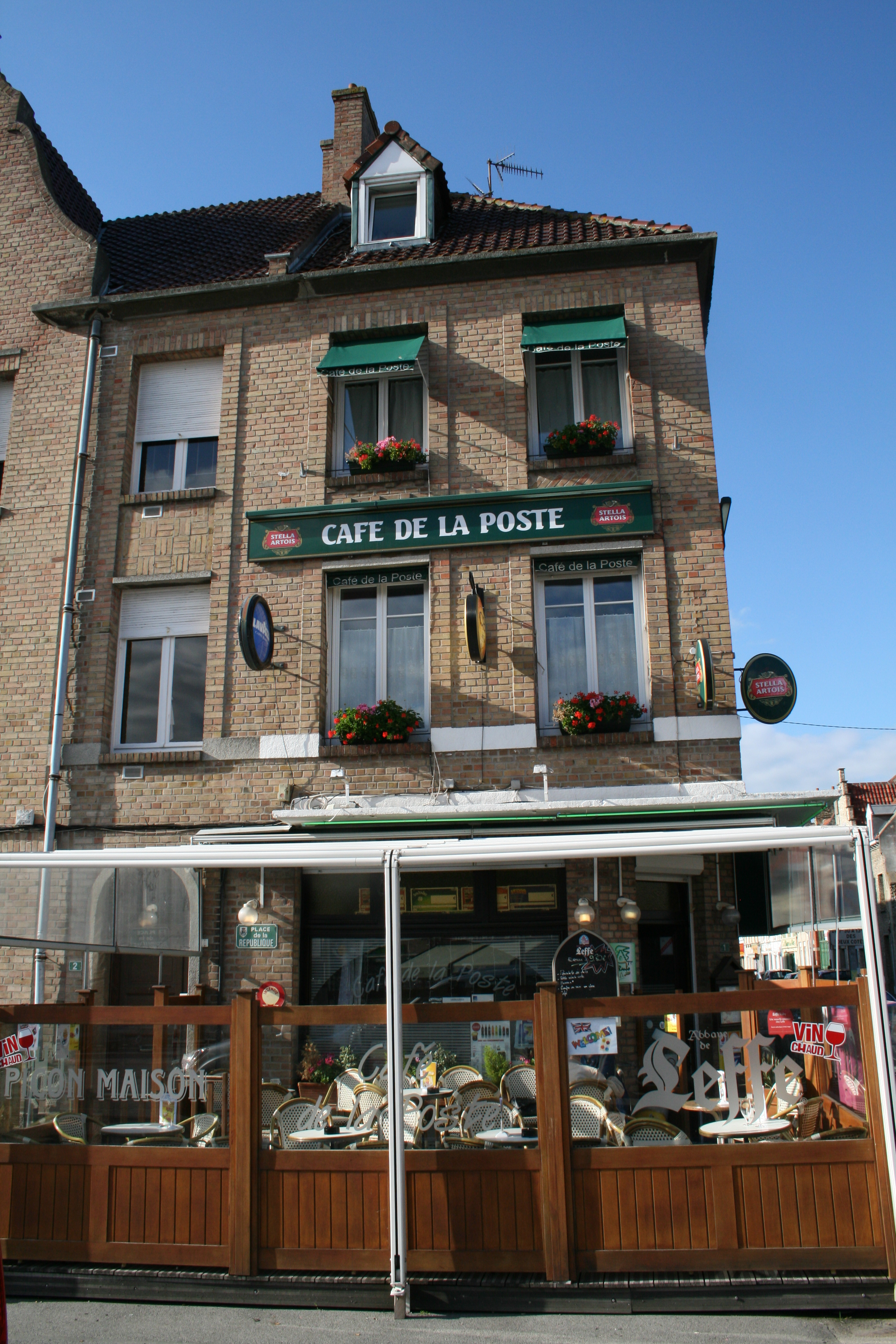
Café de la Poste

Dany Boon stammt aus der Region, er ist in Armentières geboren. Der Komiker, mit bürgerlichem Namen Daniel Hamidou, ist Sohn eines Einwanderers aus der Kabylei und einer Ch’ti – ihr hat er den Film gewidmet. Einer seiner Großonkel war Glockenspieler in Bergues. Boon sprach Ch’ti bis zum Alter von etwa zwölf, danach gab er es auf, weil ihn Mitschüler deswegen hänselten. Die Benutzung dieser Sprache verglich er aber mit Fahrradfahren, man verlerne es nie. Obwohl die Ch’tis erstmal unangenehm seien, öffneten sie sich Besuchern rasch: „Bei uns geht man ohne Vorankündigung zu Freunden. Man bereitet ihnen eine nette Überraschung. So sind unsere Bräuche und Sitten. Wenn ich bei manchen Pariser Kumpeln ankam, empfingen sie mich mit einem ‚Aber was machst du hier?‘ Ich verstand nicht.“ Ebenso sei es im Norden natürlich, sich in Brasserien spontan Gesprächen an benachbarten Tischen anzuschließen.
Wie eine Einladung, in den Norden zu kommen, klingt der Titel des Films. Ausgangspunkt des Projekts war für Dany Boon das sehr negative Bild, das sich seiner Meinung nach jene Franzosen von Nord-Pas-de-Calais machen, die diese Region nicht kennen; ein Bild von Armut, Verzweiflung, Arbeitslosigkeit und den Minen. Er glaubt an die Heilkraft des Lachens und hoffte, durch die Komödie dauerhaft ein treffenderes und schöneres Bild der Region seiner Heimat etablieren zu können. Im Film sollte ein von außen Kommender die Kultur der Ch’ti entdecken, „ihre Gastfreundschaft, ihren Sinn fürs Teilen und ihre Großzügigkeit.“ Deshalb beginnt die Handlung nicht im Norden. Der Film sei für ihn persönlich sehr wichtig, ein „populärer Autorenfilm“. Zwar schrieb er das Drehbuch zunächst allein, doch nachdem er die ungefähre Handlung, die Figuren und einige Szenen errichtet hatte, zog er Franck Magnier, auch aus dem Norden, hinzu, der ihn mit Alexandre Charlot bekannt machte.

## Finanzielles, Besetzung und Dreharbeiten

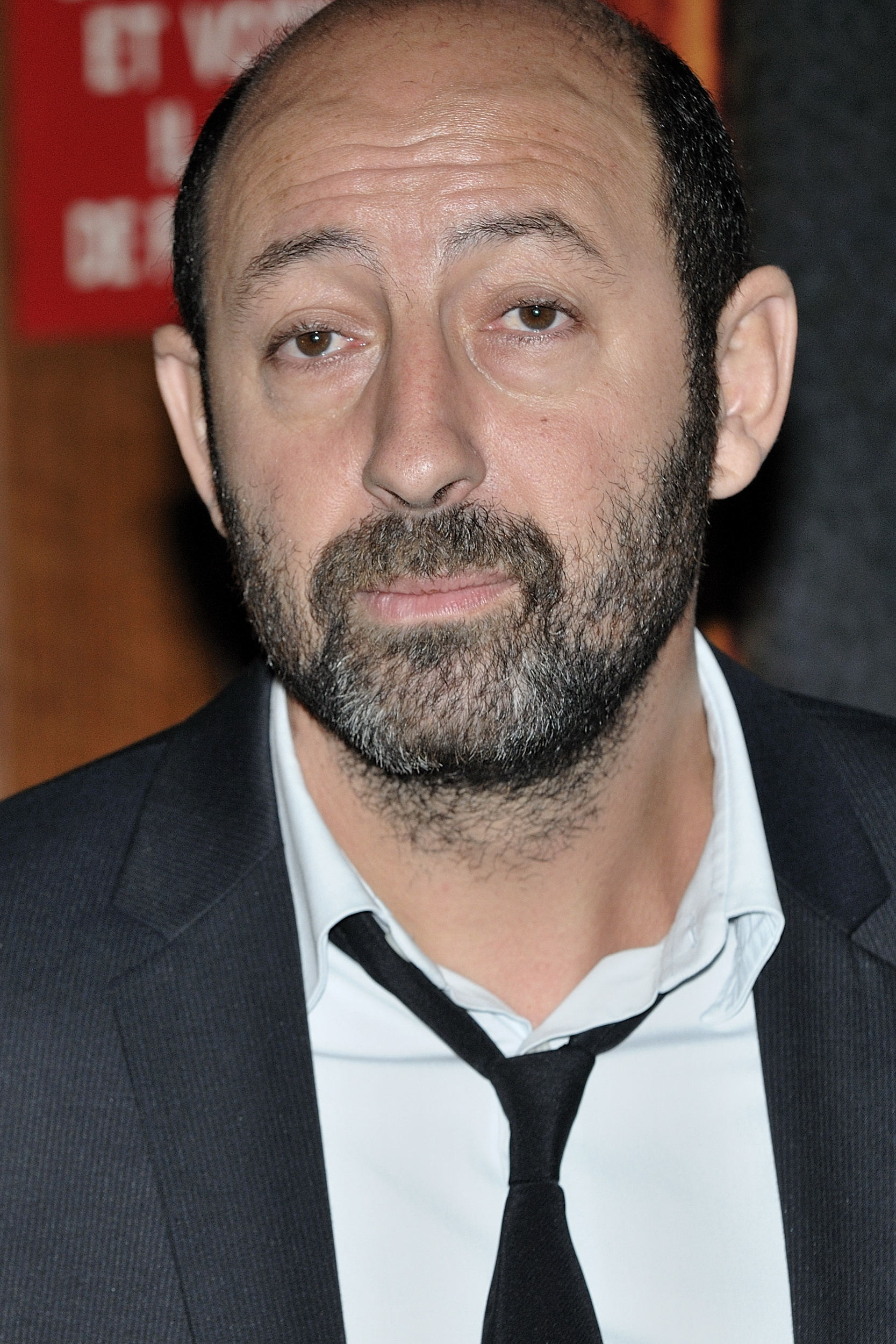
Kad Merad (2009)

Der einflussreiche Filmproduzent und erfolgreiche Talentsucher Claude Berri entdeckte Boon bei einer Theateraufführung, fand Gefallen an ihm und förderte ihn finanziell bei dessen Kinofilm La maison du bonheur (2006). Nach diesem Erfolg mit einer Million Besuchern unterstützten ihn Berri und dessen Geschäftspartner Jérôme Seydoux sofort mit dem nächsten Filmprojekt Willkommen bei den Sch’tis.
Die Produktion kostete 11 Millionen Euro. Davon erhielt Dany Boon für seine Tätigkeit als Autor, Regisseur und Schauspieler den festen Betrag von 990.000 Euro. Hinzu kam eine nach oben unbegrenzte Beteiligung, die ab dem zweimillionsten Kinobesucher wirksam wurde und ihm für jeden Eintritt über diese Schwelle hinaus 0,30 Euro sicherte. Obendrein bekam er 9 % der Nettoeinnahmen, die nach der Amortisation des Films erzielt wurden.
Die Rolle des Südfranzosen bot Boon erst Daniel Auteuil an, dem Kollegen, mit dem er in Mein bester Freund gespielt hatte, der aber verhindert war. Kad Merad war nicht erste Wahl und wurde erst einen Monat vor Drehbeginn verpflichtet. In Nebenrollen bevorzugte Boon Schauspieler aus der Region, wie Anne Marivin, die die junge Annabelle verkörpert und aus der Picardie stammt. Die Darstellerin von Antoines Mutter, Line Renaud, hatte sich ihr Ch’ti einst unter Mühen abgewöhnt und musste es für den Film wieder erlernen.
Boon bestätigte, viel vom Komödienregisseur Francis Veber gelernt zu haben, unter dessen Regie er 2006 gespielt hatte. Merad nannte Boon bei Inszenierung und Schauspielerführung anspruchsvoll und präzise. Die 53 Drehtage waren im Frühsommer 2007 angesetzt. Für die Statistenrollen bewarben sich über 1.000 Personen. Zahlreiche Schaulustige aus der Region haben die Dreharbeiten mitverfolgt. Boon behauptete, jeden Abend nach den Aufnahmen über eine Stunde lang Autogramme gegeben zu haben. Laut Kad Merad sollen 20.000 Personen herbeigeströmt sein. Zu den wichtigsten Drehorten zählen Bergues, Bruay-la-Buissière und Lille im Norden und Salon-de-Provence im Süden.

## Aufnahme bei Publikum und Kritik

### Rekorde bei Besucher- und Käuferzahlen
Bei einer Testvorführung in Marseille, vier Monate vor dem Kinostart, gaben 100 % der Probanden an, den Film noch einmal sehen zu wollen. Zwei Wochen bevor der Film landesweit anlief, tourte Boon durch mehrere Städte der Nordregion mit Sondervorführungen, an denen das lokale Publikum enthusiastisch Beifall spendete. Den Leuten gefiel, wie die Komödie die Region darstellt. Eine Woche vor dem nationalen Kinostart kam er in Nord-Pas-de-Calais und dem benachbarten Département Somme in die Kinos und erzielte in dieser Woche rund 555.000 Eintritte. Für den nationalen Start am 27. Februar 2008 setzte der Verleih Pathé 788 Kopien ein. Wie zuvor im Norden, war die Komödie in ganz Frankreich sofort ein Publikumsrenner. Obwohl sich die Kinoauswertung im März 2008 auf das französischsprachige Europa beschränkte, war Willkommen bei den Sch’tis in jenem Monat der meistbesuchte Film der Welt.
Mit einer Gesamtbesucherzahl von über 20,48 Millionen bis Ende 2009 im Inland wurde Willkommen bei den Sch’tis zum bislang erfolgreichsten französischen Kinofilm auf dem französischen Markt. Er übertraf den bisherigen Besucherrekord, den Die große Sause mit 17 Millionen verkaufter Eintrittskarten 1966 aufgestellt hatte. Damit war er der am zweithäufigsten besuchte Film, knapp hinter der US-Produktion Titanic aus dem Jahr 1998, die 20,64 Millionen Eintritte erreichte. Der Verleih Pathé machte für den Rückstand illegale Kopien im Internet verantwortlich, die es 1998 bei Spielfilmen noch nicht gab. In der Folge erreichte der Marktanteil inländischer Filme im Jahr 2008 mit 45,4 % den höchsten Stand seit 1984. Am 29. Oktober 2008 kam die Komödie in den Formaten DVD, BD und VHS auf den französischen Videomarkt und verkaufte sich in den ersten zwei Tagen eine Million Mal. Nach drei Monaten waren 2,9 Millionen Exemplare der DVD verkauft und so die 2,8 Millionen VHS-Kassetten (damals das vorherrschende Format) von Titanic übertroffen. Als VHS gingen die Sch’tis 15.000 Mal über den Ladentisch. Im frei empfangbaren Fernsehen hatte der Film am 28. November 2010 auf TF1 Premiere und erreichte 14,4 Millionen Zuschauer und einen Marktanteil von 51 Prozent. Es war die erfolgreichste Ausstrahlung eines Kinofilms im französischen Fernsehen seit der Sendung von Der Bär im Jahr 1992. Am 30. Oktober 2008 war der Kinostart in Deutschland, wo die Komödie 2,3 Millionen Zuschauer verbuchte, nach Frankreich die höchste Besucherzahl. Die erste frei empfangbare Ausstrahlung im deutschsprachigen Fernsehen war am 13. Juli 2012 auf ORF eins, im deutschen Fernsehen am 23. Juli 2012 auf Das Erste. Es folgen Belgien mit 1,1 Millionen und die Schweiz mit 754.000 Kinobesuchern. Mehr als eine halbe Million Besucher gab es zudem in Spanien und Italien; in Österreich zählte man 149.000 Eintritte. Nach einer Schätzung von Le Figaro verdiente Dany Boon im Jahr 2008 mit dem Film 26 Millionen Euro. 2011 drehte er seinen nächsten, in Thema und Stil ähnlichen Film Nichts zu verzollen, über Vorurteile zwischen Belgiern und Franzosen. Mit dieser Komödie erreichte er erneut ein Millionenpublikum, indes ohne an die Zahlen von Sch’tis heranzukommen.

### Filmkritik in Frankreich
Im Unterschied zu den Reaktionen des Publikums waren die Rezensionen gemischt. L’Express war schon vor dem Kinostart bereit, auf einen Großerfolg der „gelungenen“ Volkskomödie eines inspirierten Dany Boon zu wetten. Das Tandem Boon-Merad funktioniere, die komischen Szenen seien geschickt verteilt und etwas Romantik vervollkommne den Film. Le Figaro hielt den Film für eine „kleine Fabel“ mit „ziemlich winzigem Thema“. Zoé Félix sei als vernachlässigte und depressive Gattin wenig glaubwürdig, dafür Line Renaud köstlich mit ihrem Ch’ti-Akzent. Kad Merad und Dany Boon bildeten ein harmonisches Duo, dessen Abtausch „unbestreitbar sympathisch“ verlaufe. In einer Welt, die immer einförmiger werde, hatte Le Monde die Regionalkomik schon ausgestorben geglaubt. Die Komödie biete gediegene Komik mit gut gezeichneten Figuren und köstlich absurden Situationen, die aber nie über die Grenzen des Gefälligen hinausreiche. L’Humanité fand mehrere großartige Szenen innerhalb eines anspruchslosen Drehbuchs, das ohne größere Wendungen an der Oberfläche bleibe. Die amourösen Herausforderungen folgten den Konventionen sentimentaler Gebrauchsgeschichten. Doch man lache, weil es oft lustig und fein gespielt sei. Insbesondere zeige Boon mit großer Aufrichtigkeit Zuneigung und Respekt für die einfachen Menschen, die lächerlich zu machen gewisse Filmemacher verführt gewesen wären. So viel Würde mache die Komödie zwingend sympathisch. Während die Cahiers du cinéma den Film gar nicht rezensierten, fand die Konkurrenz von Positif den Film „nett, aber nicht mehr“. Gemessen an französischen Komödien der Gegenwart halte sie ein gewisses Anspruchsniveau. Doch Szenario und Tempo seien dürftig, die Darstellerleistungen sehr unterschiedlich.

### Deutschsprachige Filmkritik
Der Spiegel bezeichnete den Film als eine herzerwärmende Komödie, deren Charme „im Mut zur Übertreibung und zur gewitzten Auslassung“ bestehe. Die Frankfurter Allgemeine Zeitung nannte den Streifen „eine grundsympathische Komödie, die niemandem weh tut.“ Pia Horlacher, NZZ am Sonntag, sprach von „zwei äusserst vergnüglichen Stunden, die uns den Erfolg dieser liebenswerten Komödie einsichtig machen. Hier wurde keine Wachsblume im Labor auf Erfolg hin gezüchtet, hier wurde ein einheimisches Wiesenkraut gezogen, mit ebenso kenntnisreicher Zuneigung wie bodenständigem Humor.“ In der Frankfurter Rundschau fand Katja Lüthge, Boon sei eine hübsche Geschichte gelungen, die die Herzen der Zuschauer gewinne. Der Ort Bergues spiele eine Rolle wie das gallische Dorf in den Asterix-Geschichten. Zwar verdränge die Komödie die wirtschaftlichen Probleme der Region mit „putzig-infantile[m] Humor“, doch man solle von einem „amüsanten Comic-Film“ keine Darstellung der Realität erwarten.
Zwar rügte der Filmdienst-Kritiker Jens Hinrichsen, der Humor sei oft wenig subtil und das Drehbuch enthalte Plattitüden. Dafür habe Boon bei der Besetzung eine glückliche Hand gezeigt. Er spiele seine eigene Figur sympathisch und mit Schalk; weiteres Lob gab es für Kad Merad, Line Renaud und Anne Marivin. Gemischt fiel die Einschätzung von Christiane Peitz im Tagesspiegel aus. Dass die Figuren allzu nett geraten seien, wirke spaßbremsend und tauge außerhalb Frankreichs eher für eine Charme-Offensive, als Lachen auszulösen. Doch der Film enthalte die nützliche Botschaft, dass Spaß mit Freunden glücklicher macht als eine berufliche Karriere.
Daneben störte einige Kritiker, dass die sozialen Probleme der Krisenregion aus dem Blickfeld gerieten, die Erzählung mit dem richtigen Frankreich gar nichts zu tun habe. Laut dem taz-Rezensenten Ekkehard Knörer wäre die Komödie ohne ihre enorme Besucherzahl eine vernachlässigbare Größe. Sie sei unraffiniert, „wie ein mit einzelnen Fruchtstückchen versetztes, nicht sehr aufregendes Kompott“, harmlos und erwartbar. „Dramaturgisch unrund, im Witzniveau uneben, nimmt der Film viel zu langwierig Anlauf, hängt zwischendrin immer wieder durch“. Im Vergleich mit Bully-Herbig-Komödien schneide er jedoch gut ab. Walter Gasperi von Ray vermutete als Erfolgsursache nicht „hohe filmkünstlerische Qualität, sondern vielmehr die volkstümelnde Machart“. Bieder und harmlos wie eine 1960er-Komödie, verharmlose der Film die Konflikte, statt sie zuzuspitzen, und werde nie bissig.

### Kontroverse über die Wirkung auf das Bild der Nordregion
Verschiedene Filmkritiker haben festgestellt, dass der Film zu Beginn die Vorurteile über die Ch’tis ausbreitet, um sie danach umso deutlicher widerlegen zu können. Dabei ersetze Boon nicht die negative Karikatur durch ein realistisches Bild, sondern wende sie in eine positive Karikatur. Dieser Sichtweise konnte der in Nord-Pas-de-Calais geborene und lebende Schriftsteller Michel Quint nichts abgewinnen. Er nannte die Komödie „ein Beispiel von Demagogie und Populismus“. Boon ernenne sich zum Wortführer einer Region, in der er Ferien verbringe, aber nicht lebe. Als „Minstrel von Nord-Pas-de-Calais“ mache er den lustigen Ch’ti. Der glückliche Ausgang der Geschichte bestehe aus der finalen Versetzung an die Côte d’Azur. Die Menschen seien ausschließlich Postangestellte und mehr oder minder verwitwete Rentner, die der Flasche zugetan sind, positiv dargestellt nur in ihrer Freundlichkeit und Gastfreundschaft. Ein alternatives Bild der Menschen in der Region vermittle der Film nicht. Quint leugnete nicht, dass die Komödie lustig sei: „Aber wir, die Leute des Nordens, wissen, worüber wir lachen. Die anderen, bestärkt in ihren Vorurteilen, werden uns mindestens beklagen, uns vielleicht verachten.“
Am 29. März 2008, einen Monat nach dem landesweiten Start – inzwischen hatten über 15 Millionen Besucher den Film gesehen – kam es zu einem Zwischenfall während eines Fußballspiels. Beim Finale des Ligapokals zwischen dem nordfranzösischen RC Lens und Paris Saint-Germain entrollten Anhänger des Pariser Klubs ein Spruchband mit dem Text „Pädophile, Arbeitslose, inzestuös Gezeugte: Willkommen bei den Ch’tis“. Daraufhin gab es wütende Reaktionen, eine Sperre von Paris SG und juristische Auseinandersetzungen.
Der linke Soziologe Philippe Marlière stieß ins gleiche Horn wie Michel Quint: „Das Spruchband der PSG-Fans war verletzend, aber es machte nichts anderes, als auf ironische Weise die Botschaft zu paraphrasieren, die der Film von Dany Boon in sich trägt.“ Die im Film gezeigten Nordmenschen fügten sich ins vorherrschende Bild schwach qualifizierter Arbeitskräfte und Sozialhilfeempfänger. Mit Ausnahme Annabelles seien die „hässlich und übergewichtig“, müßiggängerisch und neigten der Flasche zu. Diese Darstellung bringe das Publikum zum Lachen, weil sie einen anti-nordischen, ungeschminkten Rassismus ausdrücke, der so übertrieben sei, dass er zwangsläufig bei allen Gelächter hervorrufe. Insbesondere am Ende, mit der Abfahrt aus der nördlichen Hölle ins südliche Paradies, komme sozialer Pessimismus zum Vorschein. Für Marlière war der anachronistische, übertriebene Einsatz des Ch’ti im Film kein Zufall, denn er betone die Engstirnigkeit der Menschen im Norden. Dessen Bedeutung für die kulturelle Identität des Nordens werde übertrieben, denn nur eine Minderheit, vor allem ältere Leute auf dem Land, spreche es. Man verwende es mit Familie und Freunden, nicht aber am Arbeitsplatz. Ebenso entstehe im Film der falsche Eindruck einer Einheitlichkeit dieses Dialekts, der tatsächlich von Ort zu Ort variiere.

### Kontroverse um Scheinverschiedenheit und Verschlossenheit
Die Fremdheit und Andersartigkeit, mit der Philippe nach seiner Versetzung konfrontiert wird, ist viel geringer als anfänglich behauptet. Boon gibt die Gegensätze rasch auf, das angeblich Fremde erweist sich als eigentlich vertraut und der Fremdling fügt sich harmonisch in die neue Umgebung ein. Der Film konzipiert Verschiedenheit aufgrund einfacher Äußerlichkeiten, führt eine „gefügig exotische Welt“ vor. Philippes Reise und Bewegung in der Geografie bedeuten nicht Verlieren und Verlassen, denn sein „Ich“ entfaltet sich auf dem neuen Territorium wieder. Einerseits wird ein Einwanderer von Einheimischen freundlich aufgenommen, anderseits ist die Gegend völlig ausländerfrei. Eine „Menschenverbrüderung innerhalb des eigenen Landes“ finde statt, meinten Kritiker, wie im Publikumserfolg Die fabelhafte Welt der Amélie stelle Boon „den Schrecknissen der Globalisierung ein moralisches Universum von überschaubarer Reichweite gegenüber“, spreche der Film die „aktuelle Jobangst in Zeiten der verordneten Mobilität“ an.
Der Film zeichne eine „Festung Frankreich“, meinte Lepastier (2011), an der kein Hauch von Globalisierung festzustellen sei. Sogar wenn die Leute von Ferien sprechen, finde sich darin kein internationaler Bezug. Es gebe kein Außerhalb. Zwar durchlaufe Philippe die Erfahrung von Einwanderung und Integration, aber in einem Rahmen innerhalb der Nation. Als Beispiel für die Unwirklichkeit von Boons „sozialer Simplifizierung“ nennt Lepastier, dass Antoine um elf Uhr vormittags Post verteilt und absolut jeder Bewohner zuhause anwesend ist. Boon entwerfe ein Frankreich, in dem niemand Verpflichtungen wie Arbeiten oder Einkaufen hätte. Jene, die doch arbeiten, sind alle beim Staat angestellt. Ergebnis sei eine „Retrogegenwart, ein Heute, das von jeglicher Modernität bereinigt ist“.
Auf sich selbst Bezug nehmend, erklärte Roux (2008), nach dem kommerziellen Großerfolg eines Films verwandelten sich Kritiker in Soziologen, die in ihm gesellschaftlichen Veränderungen nachspüren. Er stellte fest, die Ästhetik des Films behalte von der Wirklichkeit nur deren museale Seite. Besonders idealisiert seien die Sequenzen auf der Post, wo es der öffentliche Dienst mit keinerlei Krise zu tun bekommt, obwohl in der Realität gerade Ämter und Behörden Kristallisationspunkte sozialer Probleme seien. Die einzigen Spannungen seien individueller und sentimentaler Natur. Boon entwerfe das Bild einer harmonischen Gesellschaft. Willkommen bei den Sch’tis gehöre zu den wenigen französischen Filmen ohne eine sichtbare Minderheit. „Ein keimfreies Universum, geschlossene Orte: Der gemütliche, beschützende Raum wird überbewertet, von Antoines Zimmer bis zum Glockenraum des Belfrieds, in diesem Werk, das von der Furcht vor Zersplitterung und Entwurzelung bestimmt ist […].“ Der Triumph, den die Komödie beim Publikum erfuhr, stelle das erste Symptom der öffentlichen Reaktion auf die Reformbestrebungen von Präsident Sarkozy dar, die vom Durchschnittsfranzosen mehr Anpassungsbereitschaft forderten.

### Auszeichnungen
Bei den Césars erhielt Willkommen bei den Sch’tis eine Nominierung für das beste Originaldrehbuch. Boon zeigte sich hiervon enttäuscht und blieb der Verleihungsfeier fern; es seien die Césars, welche die Komödien boykottierten, und nicht umgekehrt. Er schlug die Einrichtung eines César für die beste Komödie vor. Zudem wurde die Komödie für den Europäischen Filmpreis 2008 nominiert.

## Übertragung in andere Kulturräume

### Deutsche Synchronfassung
Die deutsche Synchronisation des Films übernahm die Berliner Synchron in Berlin, Synchronregisseurin und Synchronbuchautorin war Beate Klöckner. Der Komiker und Schauspieler Christoph Maria Herbst sprach die Figur Antoine und Michael Lott den Philippe. In der Originalfassung drücken sich Antoine und einige andere Figuren auf Ch’ti aus. Klöckner wollte hierfür nicht einen bestehenden deutschen Dialekt verwenden, sondern erfand einen fiktiven Dialekt, der an den phonetischen Eigenheiten des Ch’ti orientiert ist. Für den häufig vorkommenden Ch’ti-Ausdruck biloute, der die Bedeutung von „Kumpel“ – aber auch „Schwanz“ – hat, erfand sie „Tschipfel“. Wichtigstes Merkmal ist die gegenseitige Vertauschung von s und sch, und zwar „viel konsequenter als im Original. Die haben das nämlich manchmal vergessen.“ Sie vermutete, ein zu konsequent gesprochenes Ch’ti hätte den Film im übrigen Frankreich unverständlich gemacht und ihn Eintritte gekostet. Deshalb achtete sie beim fiktiven Dialekt darauf, die Verständlichkeit zu bewahren.
Über die Güte der Synchronisation waren die Ansichten der Kritiker geteilt. Es gelinge ihr, den „Witz auf geradezu ansteckende Weise zu transportieren“, meinte die F.A.Z., die Sprache der Sch’tis sei auch auf Deutsch „ein groteskes, herrliches Genuschel“, meinte der Spiegel. Die taz war froh über die Vermeidung eines peinlichen Dialekts und nannte es „eine nur ein bisschen tumbe buchstabenverdrehungskunstsprachliche Wortspielhölle, in der es sich […] gelegentlich ganz kommod amüsieren lässt.“ Für den Tagesspiegel war der Sprachwitz verlorengegangen, und laut dem Filmdienst leide „das ursprüngliche Lokalkolorit dann doch unter der eher angestrengt eingedeutschten Tonspur“. Der Bundesverband kommunale Filmarbeit zeichnete den Film mit dem Liliput-Preis 2009 für herausragende Filmsynchronisation und Untertitelung aus. 2010 erhielt Beate Klöckner den Deutschen Preis für Synchron in der Kategorie Herausragendes Dialogbuch.

### Italienische Neuverfilmung
Am 1. Oktober 2010 lief in Italien eine italienische Fassung des Stoffs unter dem Titel Willkommen im Süden (Benvenuti al Sud) an. Regie führte Luca Miniero. Am Handlungsverlauf und der Figurenkonstellation nahm man gegenüber dem Original keine Anpassungen vor, änderte aber zahlreiche Pointen. Ein norditalienischer Postbeamter wird nach Castellabate im Cilento  südlich Neapels versetzt, wo er allmählich seine Vorurteile über die „Terroni“ ablegt. Dany Boon hat einen kleinen Gastauftritt. Die italienische Version erzielte in Italien 2010 über 4,9 Millionen Kinobesuche.

## Fortsetzung
Zehn Jahre nach Willkommen bei den Sch’tis ist am 22. März 2018 Die Sch’tis in Paris – Eine Familie auf Abwegen in den deutschen Kinos angelaufen. Nach Aussage des Regisseurs beider Filme handelt es sich allerdings nicht um eine Fortsetzung.

### Gespräche
- Mit der Synchronbuchautorin Beate Klöckner: „Ich musste eine ganze Sprache erfinden“. In: Die Welt, 30. Oktober 2008, S. 25.

### Kritikenspiegel
Positiv
- Michael Althaus: Klima und Käse. In: FAZ, 1. November 2008, S. 35.
- Katja Lüthge: Nuscheln, kuscheln, lachen. In: Frankfurter Rundschau, 30. Oktober 2008, S. 41.
- Pia Horlacher: Bei den Flamen im französischen Sibirien. In: NZZ am Sonntag, 22. Juni 2008, S. 56.
- Willkommen bei den Sch’tis. In: Der Spiegel. Nr. 44, 2008, S. 161 (online – nicht gezeichnete Kurzkritik).

Eher positiv
- Jens Hinrichsen: Willkommen bei den Sch’tis. In: Filmdienst, Nr. 22/2008, S. 22.

Gemischt
- Walter Gasperi: Willkommen bei den Sch’tis In: Ray, Nr. 11/2008.
- Christiane Peitz: Slusch mit luschtig. In: Der Tagesspiegel, 30. Oktober 2008, S. 29.

Eher negativ
- Ekkehard Knörer: Französisches Regionalküchenprodukt. In: taz, 30. Oktober 2008, S. 17.